# Microstenus mysorensis
Microstenus mysorensis är en stekelart som beskrevs av Gupta 1983. Microstenus mysorensis ingår i släktet Microstenus och familjen brokparasitsteklar. Inga underarter finns listade i Catalogue of Life.